# مجموعه بهارستان
مجموعه بهارستان نام باغ و محوطه‌ای به دیرینگی دوره قاجار است که در میدان بهارستان تهران قرار دارد. این مجموعه در آغاز تماماً به میرزا حسین خان سپهسالار تعلق داشت.

## بخش‌های مجموعه
- باغ سپه‌سالار (در گذشته)
- عمارت بهارستان (ساختمان قدیمی مجلس)
- عمارت ملیجک
- کتابخانه، موزه و مرکز اسناد مجلس شورای اسلامی
- ساختمان مجلس شورای اسلامی (ساختمان کنونی)